# Mougins
Mougins ([muʒɛ̃]) est une commune française du département des Alpes-Maritimes, en région Provence-Alpes-Côte d'Azur, célèbre internationalement comme étant le lieu de décès de l'artiste Pablo Picasso.
La commune, historiquement paysanne spécialisée dans la cueillette de jasmin, est aujourd'hui massivement urbanisée par une abondance de villas de style néo-provençal et moderne, ainsi que d'immeubles. Le tourisme y est principalement développé dans l'art : la gastronomie et les expositions d'artistes (peintres et sculpteurs). Sa localisation stratégique fait de Mougins une commune « carrefour » entre les agglomérations de Cannes et de Grasse reliée à la technopôle de Sophia Antipolis, ce qui occasionne quotidiennement d'importants embouteillages aux heures de pointe.

## Toponymie
Le nom de Mougins provient du latin : Mons Aegitna ou Mons Ignis (Mont du Feu).
Avec le temps la commune a porté plusieurs noms dont : Monginum, Monginum et Muginx en bas latin. Mogins, Mongins sont les formes en ancien provençal et la forme actuelle de Mougins est aussi bien présente en français que dans l'écriture mistralienne du provençal car cette dernière étant phonétique, le -o de l'ancienne langue se prononçait généralement -ou, il évolua vers Mougins.
L'écriture classique du provençal qui se base sur les termes d'origines avant la francisation du provençal écrit le nom « Mogins » se prononçant exactement comme « Mougins », le -s final étant la plupart du temps muet en provençal alors qu'il était prononcé au Moyen Âge. L'écriture mistralienne donne quant à elle la forme plus phonétique Mougins qui est donc la même que celle française.

## Géographie

### Situation
Mougins se situe à environ six kilomètres de la mer Méditerranée, au nord des communes de Cannes et du Cannet et au sud de Grasse.
La commune est traversée par la route nationale 85 qui relie Cannes et Grasse à Grenoble (aussi connue sous le nom de route Napoléon).
Elle est l'une des cinq villes créatrices de Sophia Antipolis avec Valbonne, Biot, Antibes, Vallauris et accueille sur son territoire 18 % de la technopole de Sophia-Antipolis.
Les grandes villes Grasse, Antibes et Nice sont proches de Mougins.

### Hydrographie
Le canal de la Siagne passe par Mougins.

### Climat
Pour des articles plus généraux, voir Climat de Provence-Alpes-Côte d'Azur et Climat des Alpes-Maritimes.
En 2010, le climat de la commune est de type climat méditerranéen franc, selon une étude du Centre national de la recherche scientifique s'appuyant sur une série de données couvrant la période 1971-2000. En 2020, Météo-France publie une typologie des climats de la France métropolitaine dans laquelle la commune est exposée à un climat méditerranéen et est dans la région climatique  Var, Alpes-Maritimes, caractérisée par une pluviométrie abondante en automne et en hiver (250 à 300 mm en automne), un très bon ensoleillement en été (fraction d’insolation > 75 %), un hiver doux (8 °C) et peu de brouillards. 
Pour la période 1971-2000, la température annuelle moyenne est de 15,1 °C, avec une amplitude thermique annuelle de 14,8 °C. Le cumul annuel moyen de précipitations est de 914 mm, avec 6,5 jours de précipitations en janvier et 2,2 jours en juillet. Pour la période 1991-2020, la température moyenne annuelle observée sur la station météorologique de Météo-France la plus proche, « Pegomas », sur la commune de Pégomas à 5 km à vol d'oiseau, est de 16,1 °C et le cumul annuel moyen de précipitations est de 983,2 mm. 
La température maximale relevée sur cette station est de 40,4 °C, atteinte le 19 juillet 2023 ; la température minimale est de −4,4 °C, atteinte le 17 janvier 2017,,. 
| Mois                                  | jan.          | fév.          | mars        | avril         | mai           | juin          | jui.          | août          | sep.          | oct.          | nov.          | déc.          | année     |
| ------------------------------------- | ------------- | ------------- | ----------- | ------------- | ------------- | ------------- | ------------- | ------------- | ------------- | ------------- | ------------- | ------------- | --------- |
| Température minimale moyenne (°C)     | 4,4           | 4,2           | 6,4         | 9,3           | 12            | 16,2          | 18,8          | 18,8          | 15,8          | 12,4          | 8,5           | 5,4           | 11        |
| Température moyenne (°C)              | 9             | 9             | 11,5        | 14,3          | 17,2          | 21,6          | 24,5          | 24,7          | 21,5          | 17,3          | 12,9          | 10            | 16,1      |
| Température maximale moyenne (°C)     | 13,6          | 13,9          | 16,6        | 19,3          | 22,4          | 27            | 30,3          | 30,6          | 27,2          | 22,2          | 17,3          | 14,5          | 21,2      |
| Record de froid (°C) date du record   | −4,4 17.01.17 | −4,1 11.02.12 | −1 01.03.18 | 1,1 02.04.22  | 5,4 03.05.17  | 9,2 01.06.13  | 12,9 21.07.11 | 13,4 18.08.14 | 8,3 27.09.20  | 2,1 29.10.12  | −3 27.11.10   | −2 18.12.10   | −4,4 2017 |
| Record de chaleur (°C) date du record | 23 04.01.18   | 22,2 10.02.20 | 28 31.03.15 | 27,5 25.04.23 | 32,9 27.05.22 | 38,6 25.06.17 | 40,4 19.07.23 | 38,7 06.08.17 | 34,2 15.09.22 | 30,3 14.10.23 | 28,2 14.11.23 | 23,6 11.12.23 | 40,4 2023 |
| Précipitations (mm)                   | 76,2          | 83,1          | 96,7        | 77,4          | 59,5          | 52,4          | 25,3          | 20,6          | 51,4          | 147,3         | 190           | 103,3         | 983,2     |

| Diagramme climatique                                  |             |             |             |            |            |              |              |              |               |            |              |
| J                                                     | F           | M           | A           | M          | J          | J            | A            | S            | O             | N          | D            |
| 13,64,476,2                                           | 13,94,283,1 | 16,66,496,7 | 19,39,377,4 | 22,41259,5 | 2716,252,4 | 30,318,825,3 | 30,618,820,6 | 27,215,851,4 | 22,212,4147,3 | 17,38,5190 | 14,55,4103,3 |
| Moyennes : • Temp. maxi et mini °C • Précipitation mm |             |             |             |            |            |              |              |              |               |            |              |

Les paramètres climatiques de la commune ont été estimés pour le milieu du siècle (2041-2070) selon différents scénarios d'émission de gaz à effet de serre à partir des nouvelles projections climatiques de référence DRIAS-2020. Ils sont consultables sur un site dédié publié par Météo-France en novembre 2022.

### La faune et la flore
La commune est boisée principalement de pins et de chêne verts. La commune compte aussi quelques cyprès centenaires ainsi que de nombreuses espèces d'arbres qui marque le paysage diversifié des jardins du littoral maralpin. La végétation à Mougins est surtout très dense à l'est et à l'ouest.
Près de 50 % de la commune est composée d'espaces verts[réf. nécessaire].
 Le Parc départemental de la Valmasque
Le parc forestier de la Valmasque s'étend sur 427 hectares, dont 259 hectares sur la commune de Mougins.
- Un sentier botanique existe, avec identification par étiquetage des plantes caractéristiques qui poussent naturellement ici.
- On y trouve également un réseau de pistes pour le VTT, un sentier sportif. On peut y pratiquer la course d'orientation.

### Communes limitrophes
| Mouans-Sartoux                        | Mouans-Sartoux Valbonne | Valbonne            |
| Mouans-Sartoux La Roquette-sur-Siagne | Mougins                 | Vallauris           |
| La Roquette-sur-Siagne Cannes         | Le Cannet               | Vallauris Le Cannet |

### Voies de communication
Le village est à 30 minutes de l'aéroport de Nice-Côte d'Azur, à moins de 15 minutes de la gare SNCF de Cannes.
On peut aussi accéder à Mougins par l'autoroute A8, sortie no 42, échangeur Cannes-Mougins.
La commune de Mougins se positionne comme une commune carrefour. Elle se situe dans l'axe Nord-Sud entre les Communautés d'Agglomération de Cannes Pays de Lérins et du Pays de Grasse, ce qui crée d'importants embouteillages le long des axes principaux et près de l'échangeur de l'autoroute A8. Elle se situe également sur l'axe Ouest-Est avec le reste de la France et l'Italie, et elle est un lieu de passage important pour la technopole de Sophia-Antipolis. Cette situation de la commune de Mougins accroît les embouteillages sur son territoire nuisant à la qualité de vie.

### Transports
Avant la constitution de la Communauté d'agglomération Cannes Pays de Lérins, la commune accueillait différents opérateurs de transports en lien avec les agglomérations grassoise, cannoise et de la Communauté d'agglomération Sophia Antipolis. À la suite de la constitution de la Communauté d'agglomération Cannes Pays de Lérins, la commune a pleinement rejoint le réseau cannois de Palm Bus.

## Histoire

### Le territoire dans la préhistoire
Les traces d'occupation les plus anciennes découvertes sur le territoire semblent remonter au Néolithique final ou Chalcolithique et proviennent d'une grotte sépulcrale ou aven des Bréguières. Cette dernière, fouillée entre 1966 et 1967 par Maurice Sechter, médecin et archéologue amateur de la région de Cannes, n'a, pour l'heure, jamais été étudiée complètement. Elle a livré les restes de 61 d'individus associés à du mobilier lithique et à des céramiques, ainsi que des ossements fauniques.

### Des établissements agricoles de la fin de l'âge du fer et de l'Antiquité
D'après une tradition locale, Mougins aurait été un point de ravitaillement sur via Julia Augusta (reliant l'Italie à l'Espagne en passant par la Provence) pendant la période de l'Empire romain. Les études actuelles montrent cependant que le tracé de cette voie suivait le littoral à peu près au niveau de la nationale.
On compte au moins trois établissements ruraux occupés durant la période romaine :
- le Guillet est un village agricole spécialisé dans la viticulture ou l'oléiculture, occupé entre le Ier siècle et le IVe siècle au plus tôt. Comme de nombreux sites de la région, l'occupation romaine est précédée d'une occupation de la fin de l'âge du fer, probablement postérieure au IIIe siècle av. J.-C.[11],[12] ;
- la Borde ou Carimaï a été occupée du Ier siècle jusqu'au IIIe siècle. bien que des traces remontant l'extrême fin de l'âge du fer aient été identifiées. Une importante nécropole antique surplombait le site[13] ;
- Le Cureau situé près de la limite du territoire de Mouans-Sartoux a notamment livré des éléments de statues en bronze antique et de nombreuses céramiques de l'Antiquité tardive[14].

### Une commune édifiée au Moyen Âge
Le vieux village, perché sur une butte, fut fondé au Moyen Âge.
Au XIe siècle, le comte d'Antibes donna Mougins (nom d'époque : Muginis) à l'Abbaye de Lérins, qui le conserva jusqu'à la Révolution.
Au Moyen Âge, devenue un bourg fortifié, la ville fut pourvue tardivement, durant le règne du roi René, comte de Provence, d'une Charte de franchises, l'abbé de Lerins et l'évêque de Grasse étant des seigneurs. La protection de sa colline et de ses murs permit à Mougins de moins souffrir que beaucoup d'autres villages, des guerres locales et des conflits du XVIe siècle.
Un élément important de cette période historique a été récemment[Quand ?] mis au grand jour par les services officiels de l'INRAP du ministère de la Culture venus « sonder » le terrain prévu pour implanter une surface commerciale.
Les sondages destinés à repérer des vestiges de l'époque romaine n'ont, en revanche, pas encore été réalisés. Certains habitants pensent que la Ville de Mougins porte si peu d'intérêt à cette page de son histoire et ne fasse nulle part mention de cette bastide de Currault.[Quoi ?] Après plusieurs réflexions, une sauvegarde du cœur du bâti serait envisagée... Une association s'est créée en mars 2008 pour défendre la sauvegarde et la mise en valeur de la Bastide.

### Mougins durant l'époque moderne
Durant la guerre de succession d'Autriche, le village fut dévasté par un incendie et pillé par les armées austro-sardes.
En 1747, les troupes austro-sardes qui occupent Mougins sont chassées par le maréchal de Belle-Isle et la chapelle Saint Bernardin sert d'hôpital au Régiment Royal-Comtois. L'année suivante, elle est transformée en magasin à fourrage pour le ravitaillement de la cavalerie du maréchal de Belle-Isle, causant d'énormes dommages au bâtiment et à son mobilier.
À partir du 22 juin 1854, une partie du territoire (400 hectares) de Mougins est rattachée au Cannet, il s'agit là principalement des zones limitrophes Nord du Cannet comprenant entre autres, les quartiers moderne ou ancien des Fades, du Colombier, des Campelières, la Blanchisserie des Moulières, de l'Aubarède, de Ranguin, des Claus, du Piccolaret, Font Gallou, Les Escarasses, Les bréguières. Les autres parties sont les territoires de la commune de Cannes qui se sont séparés de cette dernière pour former la commune du Cannet.

### Mougins durant l'époque contemporaine

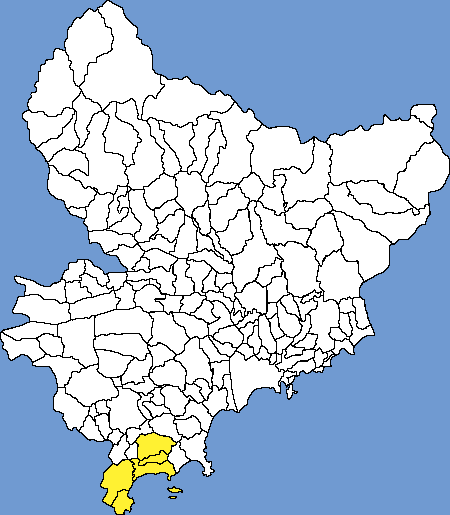
Communauté d'agglomération Cannes Pays de Lérins.

C'est à partir du milieu du XXe siècle que cette localité est devenue un des lieux touristiques et artistiques de la Côte d'Azur.
Sous le mandat du maire gaulliste Jacques Sauvan, la commune devait accueillir des studios de cinéma sur 310 hectares dans les quartiers de l'Étang et de Notre-Dame-de-Vie, sous le nom de projet « Cité du cinéma de Mougins ». Le projet n'a finalement pas abouti par manque de crédit afin de reconstruire la République et du fait de la concurrence régionale et italienne.
L'Office du Tourisme de Mougins n'hésite d'ailleurs pas à clamer que Mougins est une ville du luxe et de prestige. L'éditeur allemand Frieder Burda voulait acheter un terrain pour construire à ses frais un Musée ouvert au public pour présenter ses propres collections (Picasso entre autres)... puis le gérer et installer des ateliers pour enfants, là encore à ses frais mais le projet n'a pas été retenu après 7 ans de démarches réalisées par M. Burda. Ce musée ouvrira en 2004 à Baden-Baden et son succès est reconnu puisqu'il a obtenu le Prix Europa 2008, tout comme la cité voisine de Mouans-Sartoux a obtenu le même Prix en 2007 pour la qualité de son Musée d'Art Concret.
Le village de Mougins compte une vingtaine de galeries d'art et d’ateliers de peinture, de grands restaurants, sans oublier la vieille cité et des fontaines.
Quelques vestiges romains trouvés au quartier du Redon.
- Bourg provençal anciennement fortifié, juché sur un mamelon ; plan radio-circulaire homogène ; maisons anciennes, ruelles en pente, place ombragée avec grande fontaine fin XIXe siècle, lavoir, buste du commandant Lamy sur une placette.
- Vestiges des fortifications : porte défensive XVe siècle à mâchicoulis, vestige de remparts.
- Tour XVIIIe siècle avec campanile XIXe siècle.
- Moulin de la Croix.
- Nombreuses résidences alentour.

Le 26 novembre 2012, la commune de Mougins officialise la création pour le 1er janvier 2014 avec ses voisines Cannes, Mandelieu-la-Napoule, Théoule-sur-Mer et Le Cannet, de la Communauté d'agglomération Cannes Pays de Lérins. Ceci implique un transfert immédiat et progressif de nombreuses compétences à l'intercommunalité.

## Urbanisme

### Typologie
Au 1er janvier 2024, Mougins est catégorisée ceinture urbaine, selon la nouvelle grille communale de densité à 7 niveaux définie par l'Insee en 2022.
Elle appartient à l'unité urbaine de Nice, une agglomération intra-départementale dont elle est une commune de la banlieue,. Par ailleurs la commune fait partie de l'aire d'attraction de Cannes - Antibes, dont elle est une commune de la couronne,. Cette aire, qui regroupe 24 communes, est catégorisée dans les aires de 200 000 à moins de 700 000 habitants,.

### Occupation des sols
L'occupation des sols de la commune, telle qu'elle ressort de la base de données européenne d’occupation biophysique des sols Corine Land Cover (CLC), est marquée par l'importance des territoires artificialisés (66,3 % en 2018), en augmentation par rapport à 1990 (51,2 %). La répartition détaillée en 2018 est la suivante : 
zones urbanisées (55,9 %), forêts (31,8 %), espaces verts artificialisés, non agricoles (6,3 %), zones industrielles ou commerciales et réseaux de communication (4,1 %), zones agricoles hétérogènes (1,9 %).
L'évolution de l’occupation des sols de la commune et de ses infrastructures peut être observée sur les différentes représentations cartographiques du territoire : la carte de Cassini (XVIIIe siècle), la carte d'état-major (1820-1866) et les cartes ou photos aériennes de l'IGN pour la période actuelle (1950 à aujourd'hui).

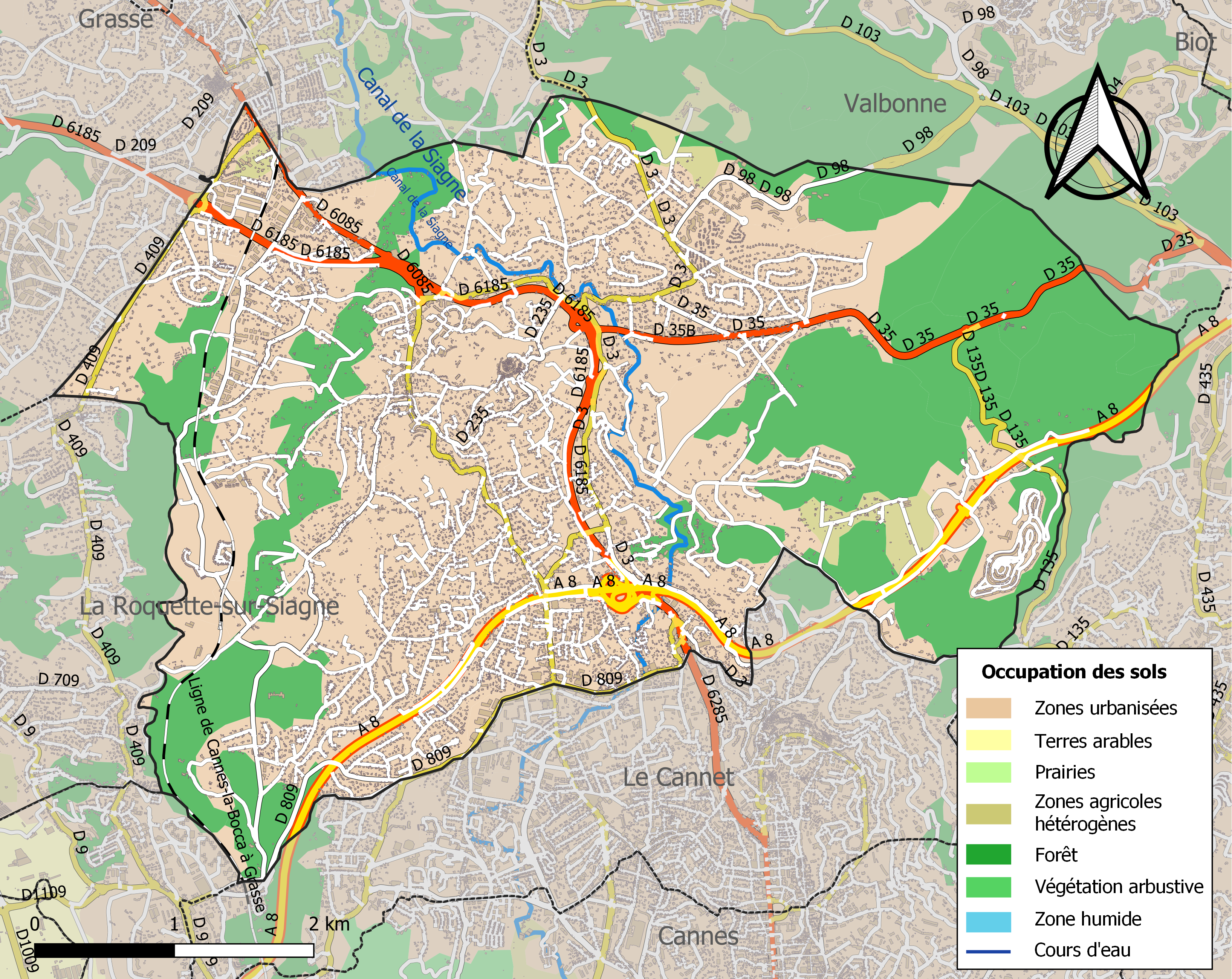
Carte de l'occupation des sols de la commune en 2018 (CLC).

### Logement
En 1999 la population mouginoise réside à 62,1 % dans des maisons individuelles, 34,4 % dans des appartements et 3,5 % dans d'autres types de logements.
Le pourcentage de logements sociaux est très inférieur à celui voulu par la loi SRU. 6 % de logements sociaux à Mougins, contre 25 % demandé par la loi.
L'architecture de la ville est typiquement provençale pour ce qui est des bâtiments anciens. Avec la croissance démographique et l'afflux massif des nouveaux arrivants extra-provençaux et étrangers, l'architecture néo-provençale s'est largement développée. Depuis, les années 2010, il est constaté un développement de l'architecture moderne tant pour les maisons individuelles que pour les logements sociaux.

### Projets d'aménagement ou immobiliers
Mougins défraie la chronique en regard de son soutien aux tentatives d'implantation de la société IKEA dans les Alpes-Maritimes, notamment sur une zone du quartier Saint-Martin. La zone prévue pour l'implantation étant à la limite de la commune voisine, Mouans-Sartoux, cette dernière a estimé que l'importance de la surface commerciale (plus de 30 000 m2) entrainerait une gêne significative pour ses habitants et ses commerçants, notamment en regard de la circulation routière attendue dans la commune. Une incidence importante sur le trafic de la pénétrante Cannes-Grasse déjà saturée à certaines heures étaient également prévue. Les divergences notoires d'opinion entre les deux municipalités se matérialisent à travers des pétitions et des manifestations « pour » ou « contre » l'arrivée d'IKEA. Les habitants du quartier Saint-Martin en désaccord également avec ce projet, demandent à cette occasion leur rattachement à la commune de Mouans-Sartoux (procédure rarissime en cours d'étude par la sous-préfecture).
Le projet est d'abord refusé le 9 février 2007 par la Commission départementale d'équipement commercial des Alpes-Maritimes. Le promoteur concerné, Altarea, fait alors appel à la Commission nationale d'équipement commercial qui confirme le rejet du projet le 26 septembre 2007.
Finalement, c'est la Plaine du Var qui est choisie par IKEA, soutenu par le maire de Nice, pour cette implantation.
Ce dossier matérialise l'épineux problème que doit résoudre la Côte d'Azur, à la recherche perpétuelle d'un équilibre entre la préservation de son environnement, qui fait tout son attrait, et l'activité économique nécessaire à une population toujours croissante (héliotropisme).

## Politique et administration

### Tendances politiques et résultats
La commune est politiquement administrée, entre la seconde moitié du XXe siècle et début du XXIe siècle, par des élus de centre-droit / droite (RPR, UMP, Les Républicains) lors des élections municipales.
Pour ce qui concerne les élections législatives nationales et européennes, ainsi que les élections présidentielles, deux partis sont de forces équivalentes à savoir : Les Républicains et le Rassemblement National.
Les partis de gauche (Communiste et socialiste)[réf. souhaitée], n'ont qu'une force négligeable.

### Liste des maires
| Période                                  | Période                        | Identité                      | Étiquette | Qualité |
| ---------------------------------------- | ------------------------------ | ----------------------------- | --------- | --- |
| Les données manquantes sont à compléter. |                                |                               |           | |
| 1896                                     | 1907                           | Fabius Tajasque               |           | |
| Les données manquantes sont à compléter. |                                |                               |           | |
| 1930                                     | 1941                           | M. Lavabre-Delannoy           |           | Médecin |
| 1945                                     | 1961                           | Jacques Sauvan                | Gaulliste | |
| 1961                                     | 1970                           | André Bailet                  |           | |
| 1970                                     | mars 1977                      | Georges Pellegrin (1911-1990) |           | Avoué |
| mars 1977                                | mars 2001                      | Roger Duhalde (1927-2022)     | RPR       | Biologiste, directeur de laboratoire de biologie médicale Conseiller régional de Provence-Alpes-Côte-d'Azur Conseiller général de Mougins (1982 → 2001) 1er vice-président du conseil général (? → 2001) |
| mars 2001                                | En cours (au 25 novembre 2021) | Richard Galy                  | UMP-LR    | Médecin généraliste Conseiller régional de Provence-Alpes-Côte-d'Azur (2010 → ) 3e vice-président de la CA Cannes Pays de Lérins                                                                         |

## Tendances politiques

### Élection présidentielle de 2017
1er tour
| Candidat du parti | Parti       | % voix | Moyenne nationale en % |
| ----------------- | ----------- | ------ | ---------------------- |
| Fillon            | LR          | 36,8   | 20,01                  |
| Le Pen            | FN          | 24,08  | 21,30                  |
| Macron            | EM          | 19,25  | 24,01                  |
| Mélenchon         | FI          | 10,31  | 19,58                  |
| Dupont-Aignan     | DF          | 4,66   | 4,70                   |
| Hamon             | PS          | 2,86   | 6,36                   |
| Asselineau        | UPR         | 0,76   | 0,92                   |
| Lassalle          | Résistons ! | 0,57   | 1,21                   |
| Poutou            | NPA         | 0,49   | 1,09                   |
| Arthaud           | LO          | 0,13   | 0,64                   |
| Cheminade         | S&P         | 0,10   | 0,18                   |

Blancs ou nuls (en % des votes exprimés) : 2,28 % à Mougins ; 2,56 % France
Taux de participation : 78,73 % à Mougins ; 75,77 % en France
2e tour
| Candidat du parti | Parti | % voix | Moyenne nationale |
| ----------------- | ----- | ------ | ----------------- |
| Macron            | EM    | 58,30  | 66,10             |
| Le Pen            | FN    | 41,70  | 30,90             |

Blancs ou nuls (en % des votes exprimés) : 11,85 % à Mougins ; 9,52 % en France
Taux de participation : 72,02 % à Mougins ; 65,97 % en France

## Population et société

### Démographie
L'évolution du nombre d'habitants est connue à travers les recensements de la population effectués dans la commune depuis 1793. Pour les communes de plus de 10 000 habitants les recensements ont lieu chaque année à la suite d'une enquête par sondage auprès d'un échantillon d'adresses représentant 8 % de leurs logements, contrairement aux autres communes qui ont un recensement réel tous les cinq ans,.

En 2022, la commune comptait 19 481 habitants, en évolution de +2,28 % par rapport à 2016 (Alpes-Maritimes : +2,85 %, France hors Mayotte : +2,11 %).
| 1793  | 1800  | 1806  | 1821  | 1831  | 1836  | 1841  | 1846  | 1851  |
| ----- | ----- | ----- | ----- | ----- | ----- | ----- | ----- | ----- |
| 1 330 | 1 500 | 1 538 | 1 724 | 1 962 | 1 883 | 1 918 | 1 828 | 1 831 |

| 1856  | 1861  | 1866  | 1872  | 1876  | 1881  | 1886  | 1891  | 1896  |
| ----- | ----- | ----- | ----- | ----- | ----- | ----- | ----- | ----- |
| 1 805 | 1 752 | 1 677 | 1 652 | 1 694 | 1 678 | 1 581 | 1 548 | 1 657 |

| 1901  | 1906  | 1911  | 1921  | 1926  | 1931  | 1936  | 1946  | 1954  |
| ----- | ----- | ----- | ----- | ----- | ----- | ----- | ----- | ----- |
| 1 599 | 1 541 | 1 770 | 1 800 | 2 800 | 3 400 | 3 270 | 3 210 | 3 851 |

| 1962  | 1968  | 1975  | 1982   | 1990   | 1999   | 2006   | 2011   | 2016   |
| ----- | ----- | ----- | ------ | ------ | ------ | ------ | ------ | ------ |
| 5 274 | 6 346 | 8 492 | 10 197 | 13 014 | 16 051 | 19 361 | 18 516 | 19 047 |

| 2021   | 2022   | - | - | - | - | - | - | - |
| ------ | ------ | - | - | - | - | - | - | - |
| 19 677 | 19 481 | - | - | - | - | - | - | - |

### Pyramide des âges
En 2021, le taux de personnes d'un âge inférieur à 30 ans s'élève à 30,1 %, soit en dessous de la moyenne départementale (31,0 %). De même, le taux de personnes d'âge supérieur à 60 ans est de 29,1 % la même année, alors qu'il est de 31,0 % au niveau départemental.
En 2021, la commune comptait 9 416 hommes pour 10 261 femmes, soit un taux de 52,15 % de femmes, légèrement inférieur au taux départemental (52,74 %).
Les pyramides des âges de la commune et du département s'établissent comme suit :
| Hommes | Classe d’âge | Femmes |
| ------ | ------------ | ------ |
| 1,0    | 90 ou +      | 2,5    |
| 9,6    | 75-89 ans    | 9,7    |
| 16,4   | 60-74 ans    | 19,0   |
| 22,3   | 45-59 ans    | 22,9   |
| 17,7   | 30-44 ans    | 18,6   |
| 15,7   | 15-29 ans    | 12,4   |
| 17,4   | 0-14 ans     | 14,9   |

| Hommes | Classe d’âge | Femmes |
| ------ | ------------ | ------ |
| 1,1    | 90 ou +      | 2,6    |
| 9,5    | 75-89 ans    | 12,2   |
| 17,6   | 60-74 ans    | 18,7   |
| 20,3   | 45-59 ans    | 19,9   |
| 18,1   | 30-44 ans    | 17,5   |
| 16,5   | 15-29 ans    | 14,6   |
| 16,8   | 0-14 ans     | 14,4   |

### Enseignement
Mougins a sur son territoire 4 crèches, 7 écoles maternelles-élémentaires et 1 collège.
- L'enseignement élémentaire  est réparti dans tous les quartiers de la commune avec 4 crèches et 6 écoles maternelles-élémentaires :
  - Écoles publiques : Clément Rebuffel, Devens, Cabrières, Saint-Martin, les 3 collines et Mougins-le-Haut
  - École privée : Mougins School.
- Enseignement secondaire : Mougins a un collège sur son territoire, celui des Campelières limitrophe de la commune du Cannet.

### Santé
La commune dispose de quatre cliniques sur son territoire :
- L'Espérance ;
- Saint-Basile ;
- Plein ciel ;
- La Grangea.

Au 1er janvier 2018, les trois cliniques privées (L'Espérance, Saint-Basile et Plein ciel) du groupe Arnault Tzanck ont fusionné pour créer le nouveau Centre médical privé Arnault Tzanck Mougins-Sophia-Antipolis.

### Culture

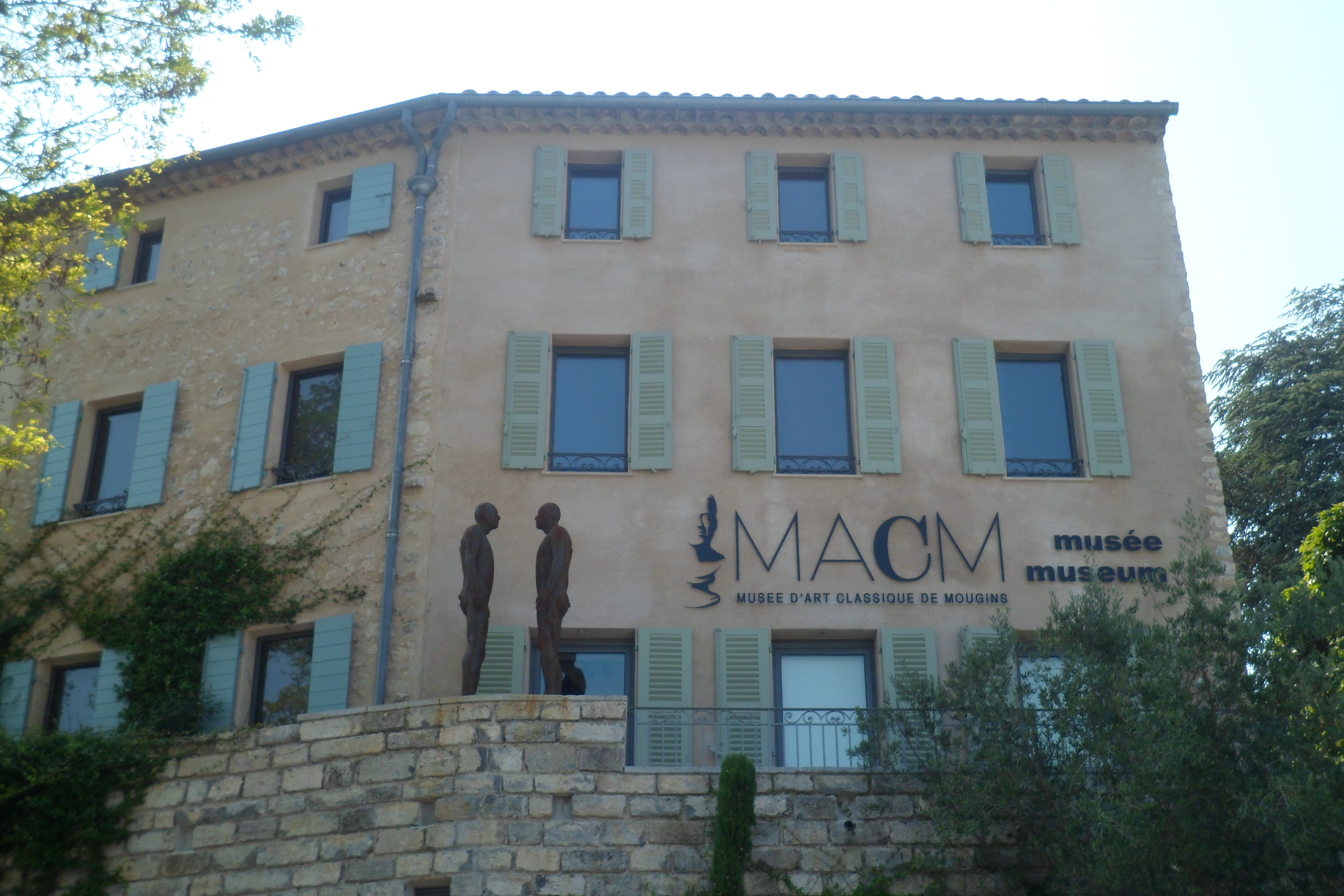
Façade du musée

On peut trouver dans le vieux village de Mougins l'Espace culturel, le Musée d'histoire locale, Musée de la photographie, et la Salle des fêtes, chemin de Faissole se trouve la célèbre l'École supérieure de danse de Cannes Rosella Hightower. Au quartier de Tournamy se trouve la bibliothèque municipale. En dessous de Mougins-le-Haut, à l'aire de repos de l'autoroute A8, il y avait le musée de l'automobile racheté depuis par la Mairie de Mougins et réhabilité en salle d'exposition baptisé Eco' Parc. L'éco' Parc a, par ailleurs, accueilli une partie de la cité des Sciences de Paris, ainsi que de nombreuses manifestations comme le forum pour l'emploi sur les métiers « verts ».
Mougins compte également un pôle culturel baptisé "Scène 55" qui abrite notamment une grande salle de spectacle de 600 places assises.
Musées :
- Le musée municipal : dans l'ancienne chapelle Saint-Bernardin des pénitents blancs devenue l'actuelle mairie sous le mandat du maire Jacques Sauvan.
- Le Musée de la photographie André Villers a été créé grâce à André Villers, ami et photographe attitré de Picasso. On peut y voir d'autres portraits du peintre réalisés par d'autres photographes dont notamment Denise Colomb ainsi qu'une collection d'appareils photographiques, comme l'ancêtre du dessin animé, le cidoscope. Des expositions temporaires de photographie contemporaine sont également organisées.
- Le Musée d'Art classique Le fondateur a choisi une demeure d’époque médiévale de 400 m2 de surface, pour y faire vivre le Musée d’Art Classique de Mougins - MACM. Celle-ci a été entièrement rénovée pour accueillir cette collection, et la façade est restée d’origine pour conserver son harmonie avec le patrimoine mouginois. L’architecture du bâtiment et la mise en scène de toutes ces œuvres, ont fait de ce lieu un site culturel unique. Ce concept muséographique est de mettre en scène, dans un même lieu, l’Art antique, néo-classique, moderne et contemporain afin découvrir l’influence que le monde antique a apporté sur les œuvres (exposées) de ces grands artistes contemporains tels que Peter Paul Rubens, Hubert Robert, Marc Chagall, Henri Matisse et Damien Hirst.

Il n'existe plus de fête provençale sur la commune mis à part celle de l'aïoli.

### Tableaux
Le peintre Henri Rivière a peint plusieurs tableaux représentant Mougins en 1934-1935 :

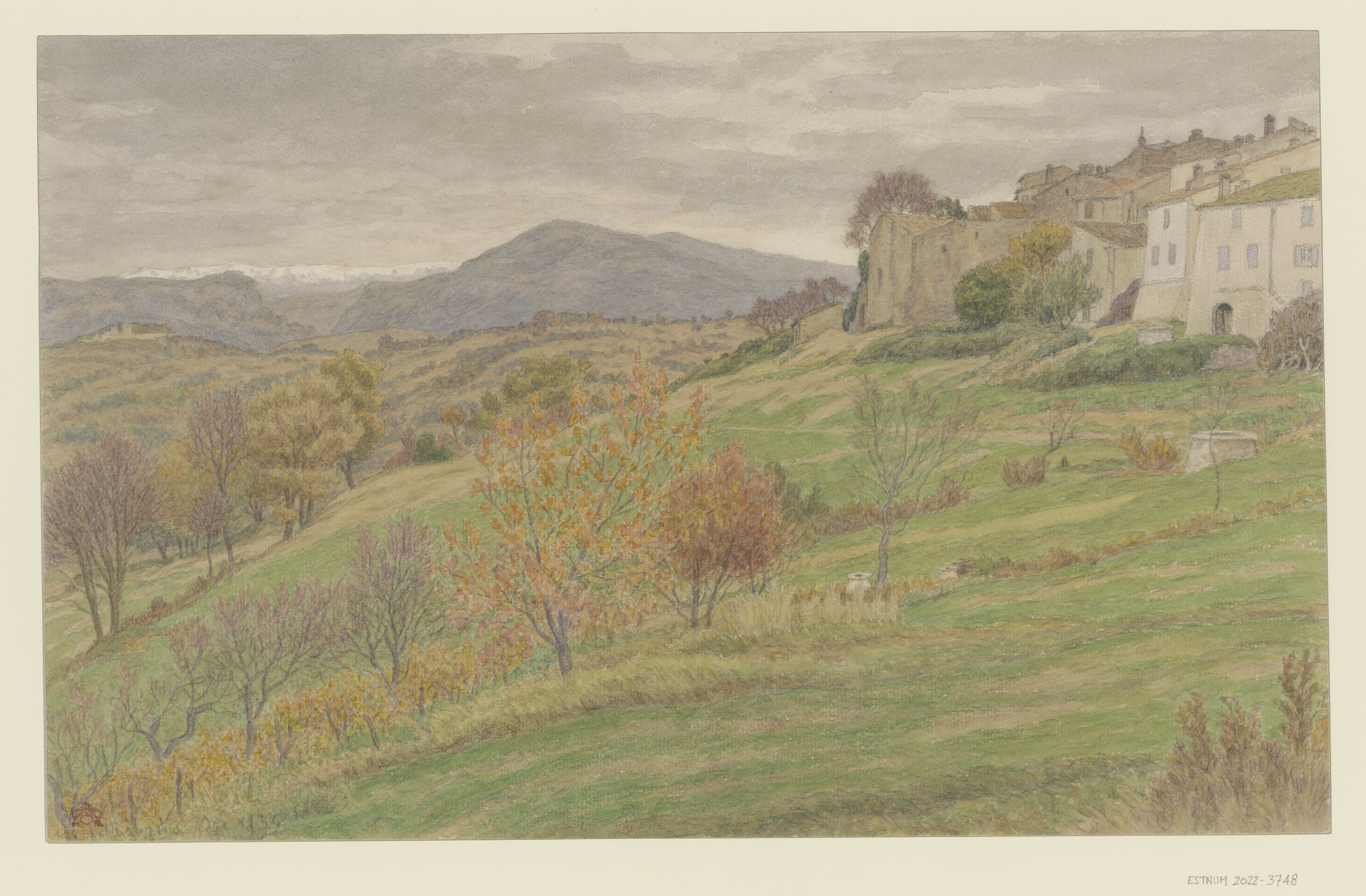
Temps gris à Mougins (dessin, 1934).
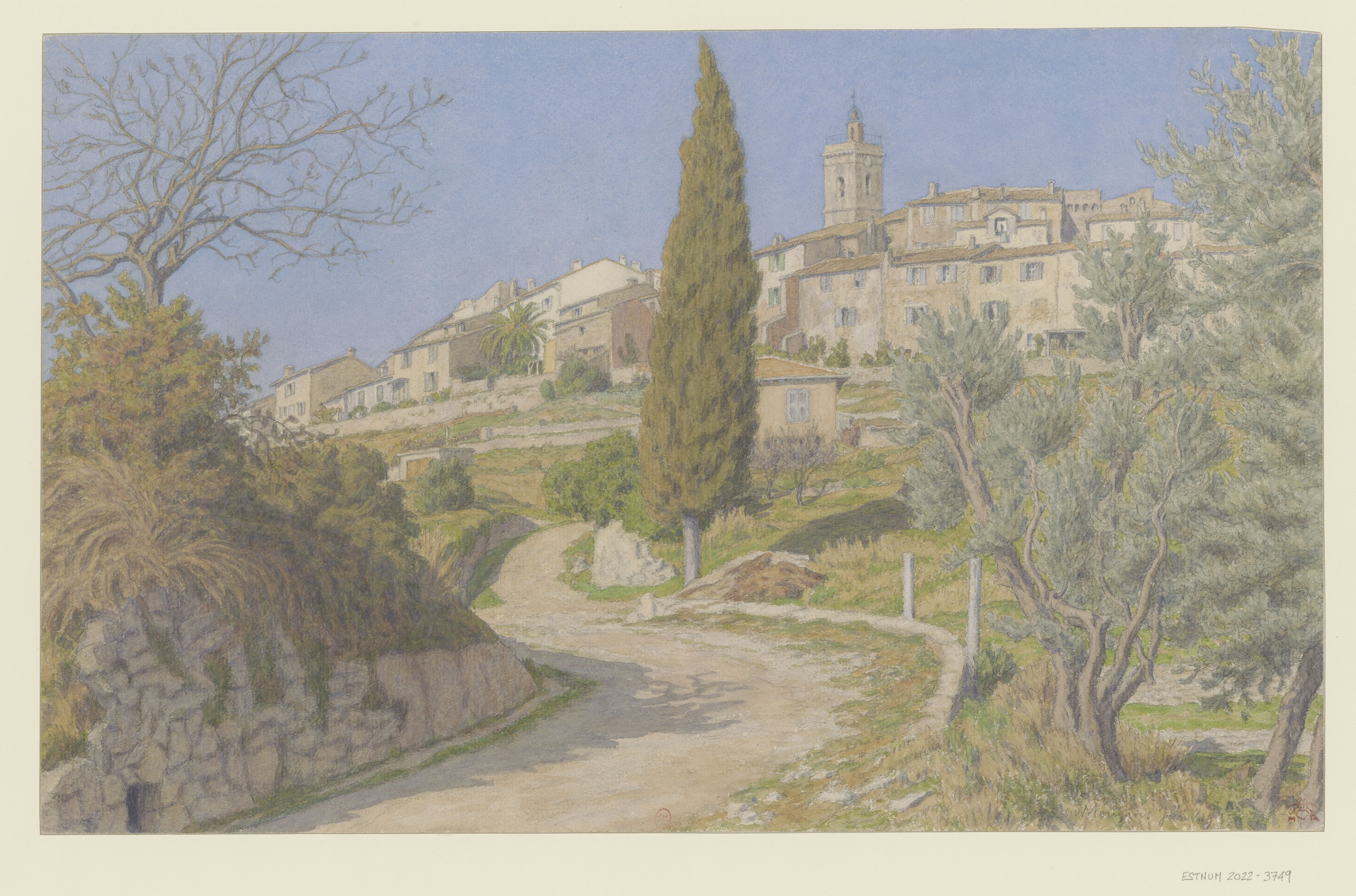
Mougins (dessin, 1935).

### Sports
Les clubs de sport communaux et intercommunaux
- ACM - Avenir Cycliste de Mougins - Cyclisme sur route
- Mougins Badminton Club (MBC)
- HBMMS (Handball Mougins Mouans-Sartoux) évolue en Nationale 3 (saison 2017-2018).
  - Dans les années 1996/97 le HBMMS était en national 1B (2e division).
- M.O.M VB (Municipal Olympique de Mougins Volley ball) évolue en LAF Féminine (première division professionnelle) (saison 2019-2020).
- FCM (football club de Mougins) évolue en PHA, saison 2010/2011.
- TCM (tennis club de Mougins) 500 licenciés en 2013
- S.L.M Basket (Sports Loisirs Mougins Basket)
- Mougins Judo
- Mougins Activ'Danse (Danse Sportive de compétition)
- SSFC (Sport-étude section foot du Collège des Campelières)
- En 2009, l'équipe messieurs du golf Cannes-Mougins a été champion de France de 2e Division, et termine 1er sur 16. C'est historique pour le département des Alpes-Maritimes, car c'est la 1re fois qu'une équipe des Alpes-Maritimes accède à la 1re Division nationale[29].

Les Gymnases
- Font de l'Orme (capacité: 688 places);
- Alexis Bernard ;
- Les Campelières.

## Économie
En 2025, à l'occasion du Sommet de Paris sur l'Intelligence Artificielle, la startup suédoise Evroc annonce un prochain investissement de quatre milliards d'euros pour la création d'un data center lié à l'intelligence artificielle à Mougins. Il devrait voir le jour d'ici fin 2025 et employer une cinquantaine de personnes.
Budget en millions d'euros de 2008 à 2009 de la commune de Mougins

## Équipements et services

### Tourisme

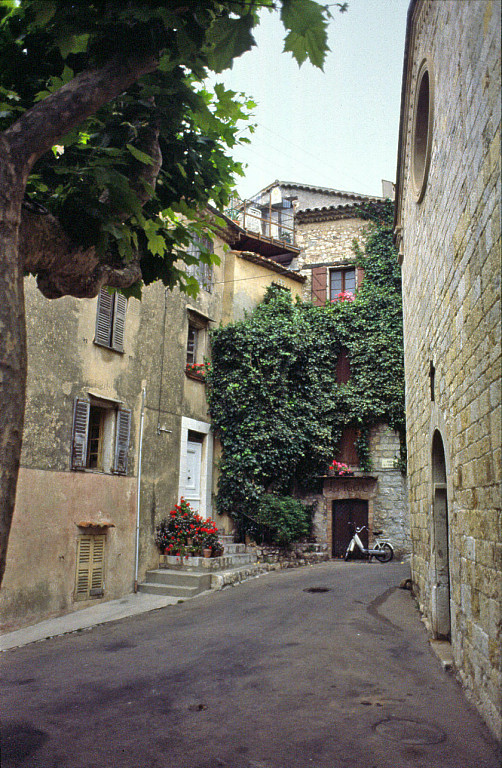
Vue de la ruelle longeant l'église à droite.

L'activité touristique de la commune est principalement orienté autour de l'art : La gastronomie et les galeries d'arts. C'est notamment dans le vieux-village que l'on retrouve l'essentiel de ces activités. On y retrouve aussi dans le village le Musée d'Art Classique de Mougins (MACM) ainsi que le Musée de la photographie André Villers. Dans le quartier de Mougins-Est se trouve la chapelle Notre-Dame-de-Vie, l'étang de Fontmerle qui réunit le plus grand nombre de lotus d'Asie en Europe, ainsi que la forêt départementale de la Valmasque.
La présence de deux golfs situés à l'Est et à l'Ouest du territoire communal renforce l'offre touristiques des classes aisées.
Dessiné en 1923 par Harry Colt, le golf de Cannes Mougins se trouve dans la forêt de Valmasque. Réaménagé dans les années 1970 par Peter Alliss (en) et Dave Thomas (en), il s'agit d'un club privé.

## Quartiers
Mougins Centre (Village, Le Val, Tournamy, Notre-Dame-de-Vie), (n/d hab.)
On y trouve le vieux village (ou aussi appelé Mougins-village), la mairie, le centre administratifs, l'office du tourisme, la poste, le marché italien et le Festival International de la Gastronomie. De nombreux restaurants, galeries d'arts et quelques musées intègrent le village, dénué d'une bonne partie de ses habitants. Au nord du village on peut trouver la crèche, l'école maternelle et l'école primaire de Mougins centre. Une partie du quartier de Tournamy disposera d'aménagements importants (logements, salles de cinéma, commerces, jardin...) ; initialement prévus à l'horizon de 2020, le projet a pris du retard. Le quartier du Val de Mougins se situe dans la continuité de Tournamy en direction de la commune du Cannet. Il est composé d'immeubles et de petits commerces, restaurants, banques, en rez-de-chaussée.
Mougins Est (Devens, Font-de-l'Orme, Bréguières), (n/d hab.)
Mougins Est regroupe dans le quartier du Font de l'Orme, le gymnase du Font de l'Orme, l'école du Devens, les cliniques Espérance, Saint-Basile, Plein ciel et Mougins School (école internationale). Au complexe sportif Roger Duhalde (anciennement « Les oiseaux »), il y a les terrains de tennis, le gymnase des oiseaux, les dojos ainsi que le centre des loisir de Mougins. Un peu plus haut à Nartassière, se trouve l'usine des eaux du SICASIL. Tout à l'est dans le parc départemental de la Valmasque, sont situés l'étang de Fontmerle, les stades de football, le Golf Country Club de Cannes Mougins. Près du quartier de Mougins-le-Haut, on trouve l'ancien musée de l'automobiliste réhabilité en un Éco'Parc qui est une salle polyvalente. Dans ce quartier, Mougins possède sur son territoire 18 % de la technopole Sophia Antipolis.
Mougins Sud (Cabrières, Aubarède, Campelières), (n/d hab.)
Le quartier est limitrophe des communes du Cannet et de Cannes. On y retrouve le collège, le gymnase ainsi que la piscine du quartier des Campelières qui marquent l'entrée Sud de la ville. Autour du pont de l'autoroute, s'intègrent dans le paysage les écoles maternelle et primaire des Cabrières, la crèche des Oursons et l'I.M.E (institut médico éducatif). La création en 2014 de la nouvelle gendarmerie dite « Colonel Georges Galy » en l'honneur du père du maire Richard Galy, du nouveau centre d'intervention d'incendie et en 2017 du pôle culturel baptisé « Scène 55 », a permis de renforcer la densification du quartier des Cabrières qui est en pleine mutation avec l'édification d'immeubles et de logements sociaux. On retrouve aussi à Mougins Sud le poste de la police municipale. En 2016, l'École supérieure de danse de Cannes Rosella Hightower s'agrandit grâce au projet du pôle culturel. Dans le quartier de Ranguin, il y a la clinique la Grangea, la maison de retraite « Le parc de Mougins », la déchèterie intercommunale de « La lovière ».
Mougins Ouest (Pigranel, Saint-Martin, Grand Vallon), (n/d hab.)
À Mougins Ouest, sont situées les écoles primaire et maternelle de Saint-Martin, le collège de la Chênaie limitrophe de la ville de Mouans-Sartoux, la Lyonnaise des eaux en face de l'école primaire de Saint-Martin. Une garderie proche de Tournamy, le centre technique municipal dans la zone économique de Saint-Martin. Le gymnase de la Chênaie à côté du collège de la Chênaie, et au sud du quartier, on trouve le Royal Mougins Golf club qui organise des tournois PRO Amateur.
Mougins le Haut (Ferrandou, Voie Julia), (+ de 4 600 hab. en 2008)

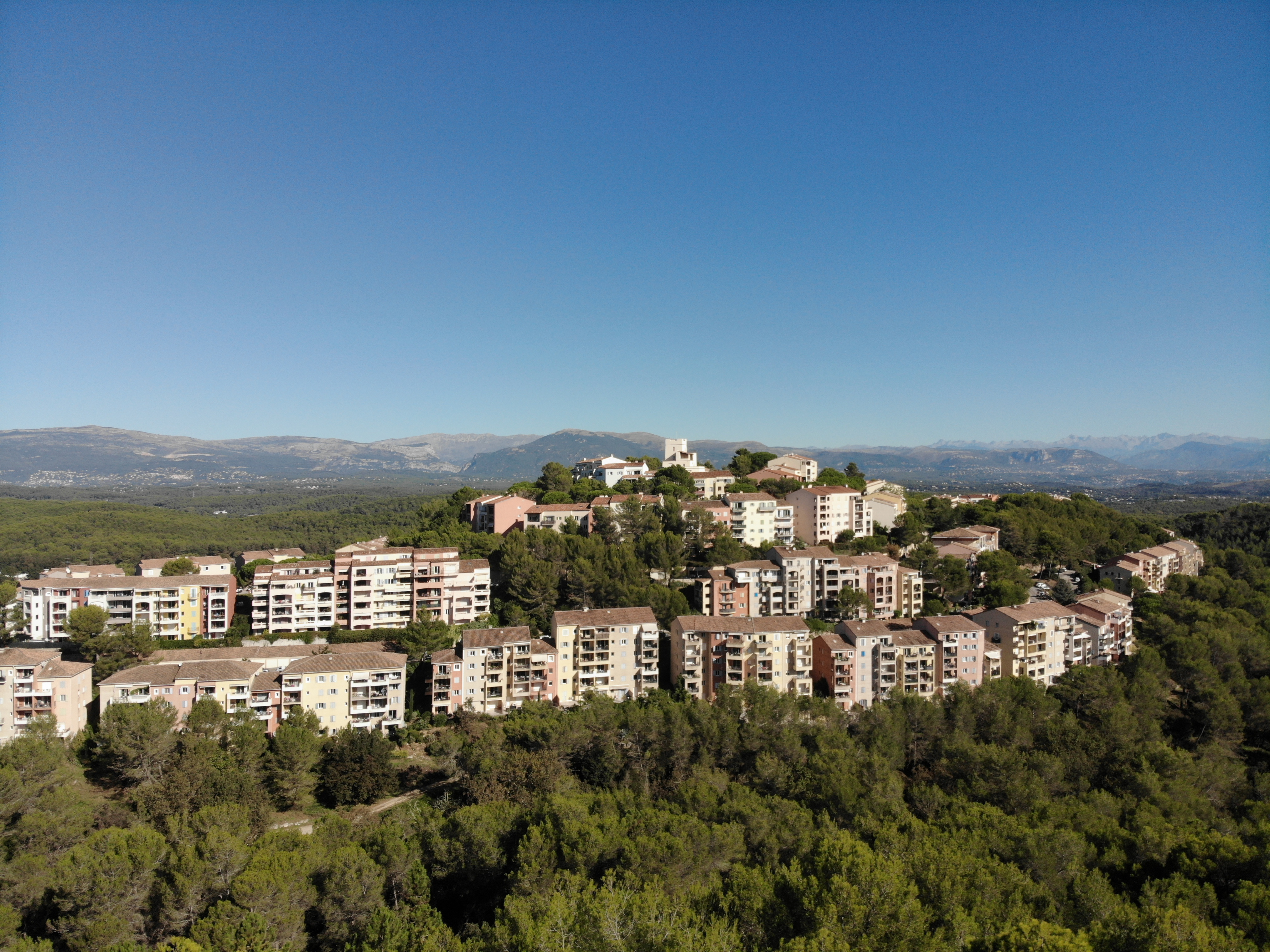
Site de Mougins le Haut

Œuvre majeure de l’architecte André Minangoy, le quartier de Mougins-le-Haut est un quartier récent créé par la volonté de l'ancien maire Roger Duhalde. Il a été conçu à l'image d'un village provençal en colimaçon avec la considération des avancées scientifiques en matières d'urbanisme. Il est composé principalement d'immeubles d'habitations de style néo-provençal et de quelques petits commerces et services en rez-de-chaussée. Il est situé au-dessus de la plaine des Bréguières, au Nord-Ouest du centre-ville de Vallauris et au nord du quartier de Super Cannes.

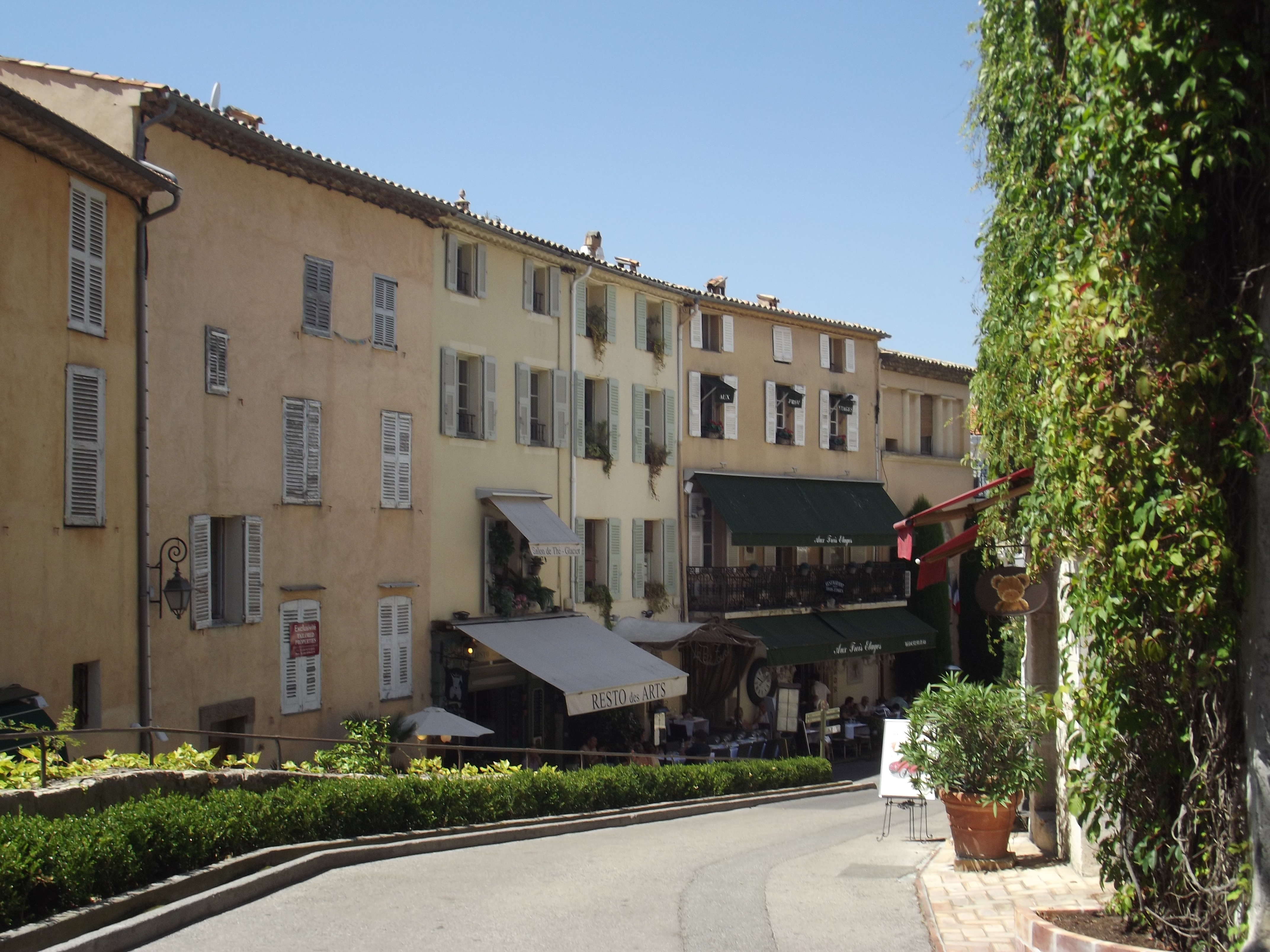
Terrasses de restaurants dans Mougins-village.

## Culture locale et patrimoine

### Festivals et autres manifestations
La fête patronale de Mougins est la Saint-Barthélémy (Sant Bartoumiéu en provençal).
- Festivals :
  - Festival international de la gastronomie.
  - Festival international PRO AM de golf.
  - Festival d'orgue, créé en 1997.
- Manifestations :
  - Marché italien (anciennement, marché piémontais, avant 2011)
  - Fête Eden (thème : écologie, recyclage...)
  - Marché bio (à Mougins-le-Haut)
- Stages sportifs :
  - Sport-évasion
  - Raid Nature

### Gastronomie

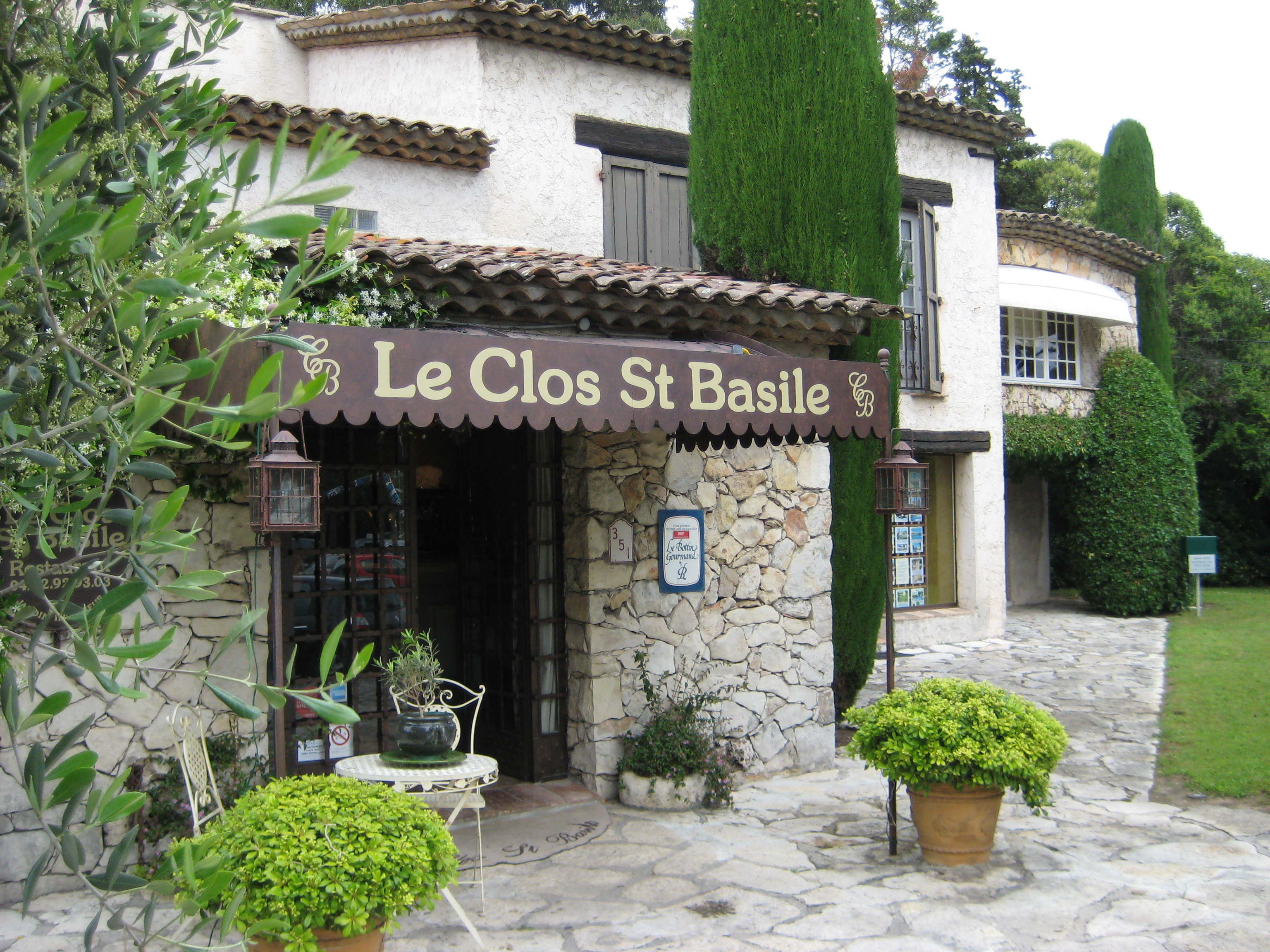
Restaurant mouginois avec son architecture d'inspiration provençale.

Mougins abrite environ 40 restaurants[précision nécessaire].
Le village abrite le Festival international de la gastronomie chaque année au mois de septembre.
- Pan bagnat de Mougins[36], variante du pan bagnat niçois.

### Activités

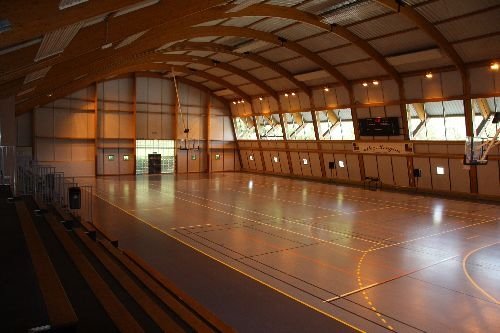
Complexe sportif du Font de l'Orme.

- Des ateliers sportifs, sports collectifs, hockey sur gazon, tennis, natation, golf miniature, GRS, pétanque, pêche en mer, randonnées, danse moderne, etc.
- Des ateliers manuels : peinture sur chevalet / modelage / arts plastiques, etc.
- Des galeries d'arts ou expositions d'artistes locaux
- Des visites : parcs aquatiques.
- Des activités d'éveil : échecs / informatique...

### Jumelages
Mougins est jumelée avec Aschheim ( Allemagne) et avec Lerici ( Italie).

### Lieux et monuments
Le Château (ou bastide) de Currault, situé sur l'actuelle ZAC St Martin (en bordure de la « pénétrante ») est daté par les Services de l'INRAP de la fin du XIVe siècle. Ancienne ferme il est situé au carrefour de voies romaines. Des vestiges de cette époque y ont été trouvés. Actuellement encore partiellement habité, il abrite une cuisine du XVIIe siècle et des caves voutées.

#### Monuments historiques
Les monuments inscrits ou classés sont :
| Monument                   | Adresse                                | Coordonnées                      | Notice         | Protection  | Date | Illustration               |
| -------------------------- | -------------------------------------- | -------------------------------- | -------------- | ----------- | ---- | -------------------------- |
| Chapelle Notre-Dame-de-Vie | 173 chemin de la Chapelle              | 43° 35′ 43″ nord, 7° 00′ 20″ est | « PA00080770 » | Inscription | 1927 | Chapelle Notre-Dame-de-Vie |
| Chapelle Saint-Barthélemy  | En face du 435 chemin Saint-Barthélémy | 43° 35′ 55″ nord, 6° 58′ 49″ est | « PA00080771 » | Inscription | 1941 | Chapelle Saint-Barthélemy  |
| Remparts                   |                                        | 43° 36′ 02″ nord, 6° 59′ 44″ est | « PA00080772 » | Inscription | 1942 | Remparts                   |

#### Édifices religieux

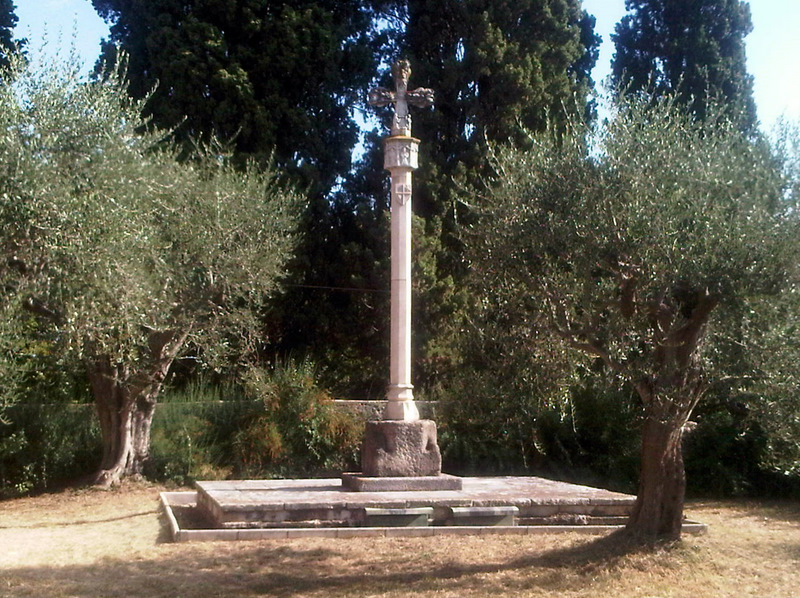
Tombeau de la famille Guinness.

- Église paroissiale Saint-Jacques-le-Majeur, XIe siècle, plusieurs fois remaniée.
- Église Saint-Martin, chemin des Peyroues XVIe siècle, désacralisée à la Révolution.
- Chapelle Notre-Dame-de-Vie, chemin de la Chapelle XVIe siècle, construite à l'emplacement d'un temple romain, hébergeant dans sa cour intérieure un monumental tombeau pour la famille Guinness, construit en 1931, dans lequel a été inhumée Bridget, épouse de Benjamin Seymour Guinness, décédée dans sa résidence voisine, le mas Notre-Dame-de-Vie[38].
- Chapelle Saint-Barthélemy, chemin Saint-Barthélemy Xe siècle, chapelle octogonale.
- Chapelle Saint-Sébastien-et-Saint-Fabien, boulevard Clément Rebuffel XVe siècle.
- Chapelle Saint-Bernardin des Pénitents-Blancs, place du Commandant Lamy, construite en 1618, désacralisée à la Révolution et actuellement mairie.

#### Étang de Fontmerle

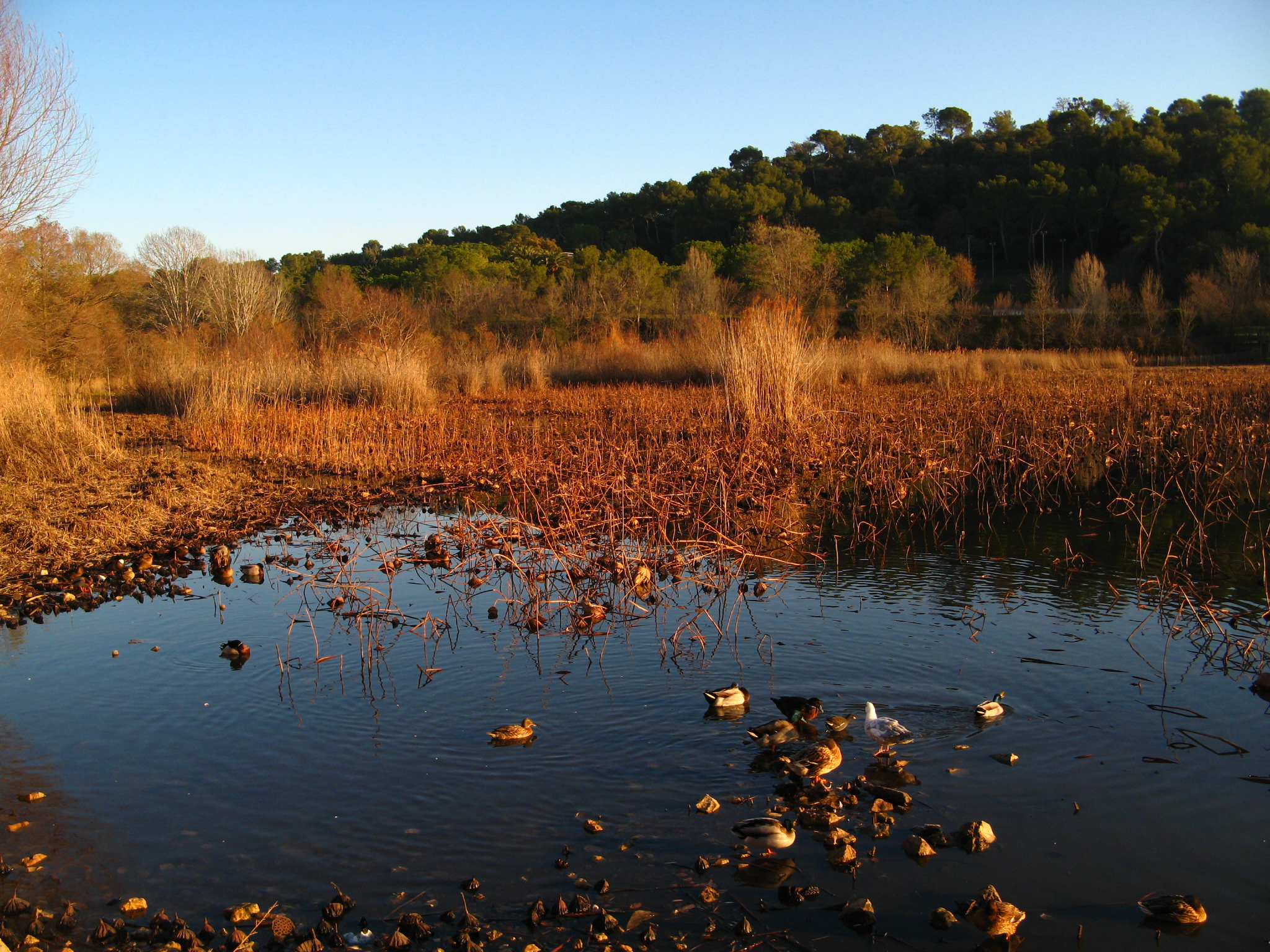
L'étang de Fontmerle abrite de nombreuses espèces de canards.

Cet étang en bordure du Parc départemental de la Valmasque a une superficie de 5 hectares.
Il possède une colonie de lotus Nelumbo nucifera originaires d'Asie.
L'étang de Fontmerle recense environ 70 espèces d'oiseaux, dont certaines sont annuelles, comme les canards colverts, les foulques macroules, les grèbes castagneux ou les poules d'eau. D'autres, comme les hérons pourprés, arrivent au printemps et certaines espèces de canards viennent hiverner.
En 2008, l'étang a été vidé de son eau lors d'un faucardage, ce qui a permis à l'étang de retrouver un meilleur niveau hydrologique et d'augmenter sa surface aquatique. Par la même occasion, une nouvelle zone d'observation en bois sur pilotis y a été réalisée sur la partie Ouest de l'étang.

## Héraldique
| Blason de Mougins | Blason  | D’azur aux deux palmes adossées d’or posées en pal, accompagnées de trois fleurs de lys du même. |
| Blason de Mougins | Détails | Le statut officiel du blason reste à déterminer.                                                 |

## Personnalités liées à la commune
- Artistes
  - Pablo Picasso, Paul Éluard, Jean Cocteau, Fernand Léger, Man Ray logèrent à partir de 1937 à l'hôtel Vaste Horizon ;
  - Ivanna Nijnyk-Vynnykiv, céramiste ukrainienne
  - Ákos Bíró (1911-2002), peintre hongrois, y est décédé ;
  - Christian Dior, habitait au cœur du village ;
  - Roger Vergé a créé le Moulin de Mougins (démarré par un véritable autochtone « véran ») et a participé au 1er festival international de la gastronomie.
- Sportifs
  - Patrick Vieira y possède un restaurant.[réf. nécessaire]
  - William Accambray a été formé et a joué au HB3M, club dissout en 2016 qui réunissait Mougins, Mouans-Sartoux, Mandelieu-la-Napoule.
  - Oliver Rasmussen, pilote automobile danois, y est né ;
- Politiciens
  - François Hollande, VIIe président de la Ve République, y possède une villa[40];
  - Volodymyr Vynnytchenko, homme politique ukrainien, 1er Premier ministre de la République populaire d'Ukraine, est mort dans la commune;
  - Alassane Ouattara, président de la Côte d'Ivoire, y séjourna chez une connaissance[41] et y possède une villa;
  - Saddam Hussein y possédait une villa.[réf. nécessaire]
  - L'ancien dictateur haïtien Jean-Claude Duvalier et son épouse Michèle y vécurent au début de leur exil[42].
- Cinéma
  - Léonce-Henri Burel, mort dans la commune;
  - Mac Ronay, comédien et artiste français né le 20 juin 1913 à Longueville (Seine-et-Marne) et mort le 21 juin 2004 à Mougins.
  - Franck Dubosc, humoriste et acteur français né le 7 novembre 1963 au Petit-Quevilly (Seine-Maritime), réside dans la commune.
- Autres
  - Le commandant François Joseph Amédée Lamy est né à Mougins en 1858. C'est le héros de la commune, une statue qui se trouve au village a été créée en sa mémoire.
  - Elizabeth von Arnim, écrivain britannique, y possédait une villa, 'Le Mas des Roses'.
  - Jacques Sallebert, journaliste et pionnier de la télévision est mort à Mougins, le 27 novembre 2000.
  - Maurice Gridaine, architecte français, une rue porte son nom à Mougins.
  - Paul Robert y est mort, le 11 août 1980.
  - Robert Desnos, René Clair, Isadora Duncan, Jacques Brel, Yves Saint Laurent, Paul Anka, Édith Piaf, et Winston Churchill y séjournèrent[43].
  - Constantin Prissovsky général russe et ukrainien.
  - Volodymyr Vynnytchenko président de l'Ukraine.

À noter que le peintre Pablo Picasso est mort à Mougins, dans sa propriété de N.D. de Vie.
Picabia a aussi vécu à Mougins, Jacques Brel y séjournait quand il apprenait à piloter à Mandelieu-la-Napoule. L'hôtel dans lequel Picasso avait peint sur les murs de sa chambre a, depuis très longtemps, effacé ses fresques.

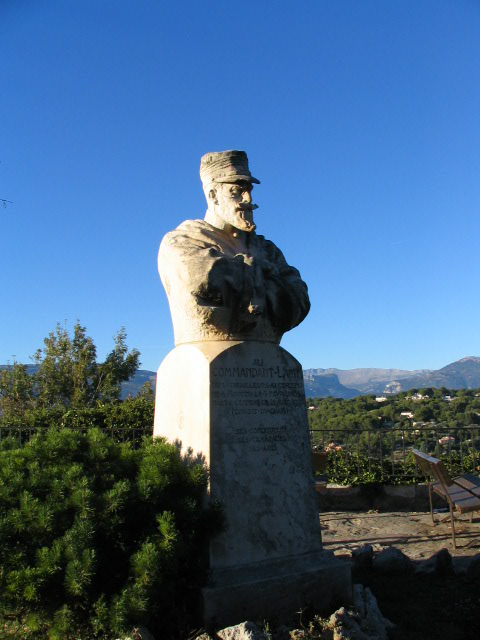
Mémorial du commandant François Joseph Amédée Lamy.
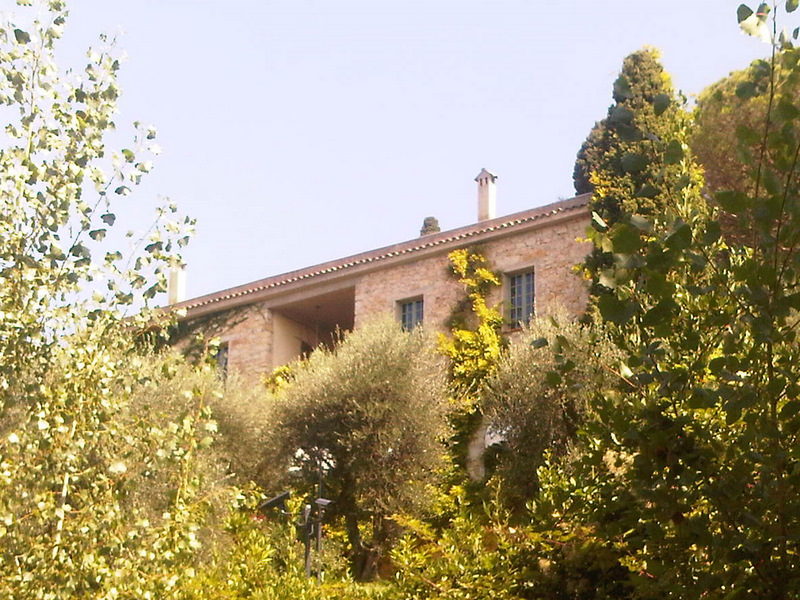
Le mas Notre-Dame-de-Vie, résidence de Picasso de juin 1961 à sa mort en avril 1973.